# Poth (Teksas)
Poth je gradić u američkoj saveznoj državi Teksas. Prema popisu stanovništva iz 2010. u njemu je živjelo 1.908 stanovnika.